# Cremella
Cremella är en ort och kommun i provinsen Lecco i regionen Lombardiet i Italien. Kommunen hade 1 711 invånare (2018).